# پارالووو (نووی پازار)
پارالووو (به صربی: Paralovo) یک منطقهٔ مسکونی در صربستان است که در نووی پازار واقع شده‌است.